# 王学典
王学典（1956年1月—），山东滕州人，山东大学历史系教授，中央文史研究馆特约研究员，第十三届全国政协委员。

## 生平
1956年1月，王学典出生于山东省滕县（今山东省枣庄市滕州市）。